# 娑蘇夫人
娑蘇夫人（しゃそふじん、さそふじん、사소부인）は、新羅の始祖である赫居世居西干とその妃である閼英夫人の生母である。古代中国の伝説によると娑蘇夫人は、中国帝室の娘であり、中国から辰韓に移住して暮らしていた。だが、これは中国発の話なので高麗以前の古代朝鮮の歴史書にはない情報である。『三国遺事』巻一・新羅始祖赫居世王条、『三国遺事』巻五・感通第七条、『三国史記』新羅本紀敬順王条に具体的な記述がある。娑蘇神母、仙桃聖母、仙桃山聖母、西述山聖母とも呼ばれる。

## 概要
朝鮮正史『三国史記』を著した金富軾が中国宋に使臣として行った時、祐神館に参拝すると女仙の像が安置してあり、宋の翰林学士が「これは貴国の神だがご存知か」と言い、「昔中国の帝室の娘が辰韓に辿り着き、子を生んで海東の始祖となった。娘は地仙となり長らく仙桃山にいた。これがその像だ」と説明した。正史における辰韓、海東の始祖、つまり新羅（の前身）ということは、海東の始祖とは赫居世居西干である。
また、中国宋の使臣である王襄が高麗に来た時に作った「東神聖母を祭る文」の中に、賢女が国を初めて建てたという句があり、つまり、娑蘇が国をはじめて建てたという句を残している。
慶州国立公園内に「聖母祠遺墟碑」という遺跡があり、「娑蘇が辰韓に来て赫居世居西干と閼英を生み、東国初の王となった」と記録されている。

## 史書における娑蘇
『三国遺事』巻五・感通第七条には以下の記述がある。
『三国遺事』巻五・感通第七条には以下の記述がある。

## 家系
- 子：赫居世居西干
- 子：閼英夫人
  - 孫：南解次次雄

## 系図
|  |  | N/A | N/A | N/A | N/A | N/A | N/A |                            |                            |                            |                            |                            |                            | 사소부인 娑蘇夫人      | 사소부인 娑蘇夫人 | 사소부인 娑蘇夫人 | 사소부인 娑蘇夫人 | 사소부인 娑蘇夫人 | 사소부인 娑蘇夫人 |                   |                   |                   |                   |                   |                   |
|  |  | N/A | N/A | N/A | N/A | N/A | N/A |                            |                            |                            |                            |                            |                            | 사소부인 娑蘇夫人      | 사소부인 娑蘇夫人 | 사소부인 娑蘇夫人 | 사소부인 娑蘇夫人 | 사소부인 娑蘇夫人 | 사소부인 娑蘇夫人 |                   |                   |                   |                   |                   |                   |
|  |  |     |     |     |     |     |     |                            |                            |                            |                            |                            |                            |                        |                   |                   |                   |                   |                   |                   |                   |                   |                   |                   |                   |
|  |  |     |     |     |     |     |     | 혁거세 거서간 赫居世居西干 | 혁거세 거서간 赫居世居西干 | 혁거세 거서간 赫居世居西干 | 혁거세 거서간 赫居世居西干 | 혁거세 거서간 赫居世居西干 | 혁거세 거서간 赫居世居西干 |                        |                   |                   |                   |                   |                   | 알영부인 閼英夫人 | 알영부인 閼英夫人 | 알영부인 閼英夫人 | 알영부인 閼英夫人 | 알영부인 閼英夫人 | 알영부인 閼英夫人 |
|  |  |     |     |     |     |     |     | 혁거세 거서간 赫居世居西干 | 혁거세 거서간 赫居世居西干 | 혁거세 거서간 赫居世居西干 | 혁거세 거서간 赫居世居西干 | 혁거세 거서간 赫居世居西干 | 혁거세 거서간 赫居世居西干 |                        |                   |                   |                   |                   |                   | 알영부인 閼英夫人 | 알영부인 閼英夫人 | 알영부인 閼英夫人 | 알영부인 閼英夫人 | 알영부인 閼英夫人 | 알영부인 閼英夫人 |
|  |  |     |     |     |     |     |     |                            |                            |                            |                            |                            |                            |                        |                   |                   |                   |                   |                   |                   |                   |                   |                   |                   |                   |
|  |  |     |     |     |     |     |     |                            |                            |                            |                            |                            |                            | 남해 차차웅 南解次次雄 |                   |                   |                   |                   |                   |                   |                   |                   |                   |                   |                   |